# Ужички говор
Ужичкия говор (или още и старовлашка, ерска /еровска/ и златиборска реч) е източнохерцеговински диалект на сърбохърватския, говорен традиционно от сърби и бошняци в историческата област Стари Влах в Сърбия.